# Oreshak (Varna)
Oreshak (en búlgaro: Орешак) es una villa localizada al noreste de Bulgaria. Se encuentra ubicada en el municipio de Aksakovo, Provincia de Varna. Su nombre anterior era Dzhevezli.

## Geografía
Ubicado a 13 km al norte de la ciudad de Varna y aproximadamente a 10 km del mar Negro. La mayoría de los habitantes son oriundos del pueblo mientras que una minoría proviene de Varna cansados del ruido de la ciudad y el bullicio. Existen extranjeros, que optan por Oreshak como lugar vacacional. 
La mayoría de las calles están cubiertas de asfalto, pero hay algunas vías que sólo están cubiertas con empedrado.

## Religiones
- Cristianismo ortodoxo

## Transporte
Los autobuses salen desde Varna a Oreshak cada 1-2 horas. Todos ellos tienen una parada en el pueblo de Kichevo, algunos de ellos continúan su ruta a Oreshak hasta el pueblo de Osenovo.

## Clima
Aunque la villa está muy cerca de Varna, el clima es muy diferente. Cuando en Varna está lloviendo, en Oreshak podría estar nevando. El verano es más suave que en Varna, durante el invierno está cubierta de nieve.

## Otros
Composición étnica de la población:
| Nacionalidad | Número de personas | Porcentaje |
| ------------ | ------------------ | ---------- |
| Búlgaros     | 263                | 97,4%      |
| Gitanos      | 0                  | 0%         |
| Turcos       | 0                  | 0%         |
| Otras        | 7                  | 2,6%       |
| Total        | 270                |            |

| Gráfico de la distribución de la población de Oreshak según grupos de edad |
| --- |
| |
| |
| Fuente: «Instituto Nacional de estatidisticas. Población por región, comunidad, lugar poblado 01.02.2011» (en búlgaro). Archivado desde el original el 22 de abril de 2012. Consultado el 18 de marzo de 2012. |

## Personalidades
- Ivan Yankov (1951- ) - Medallista Olímpico de Plata en los Juegos Olímpicos de Moscú.